# RKVV Maasbracht
RKVV Maasbracht was een Nederlandse amateurvoetbalclub uit Maasbracht in Limburg, opgericht in 1945. In 2013 ging de club op in MBC '13.
De club speelde op Sportpark Mortelskoel in Maasbracht.

## Competitieresultaten 1951–2013
| 5 4E |

| 7 4E |

| 8 4E |

| 9 4E |

| 4 4E |

| 5 4E |

| 9 4E |

| 12 4E |

|  |

|  |

|  |

| 2 4E |

| 11 4E |

| 12 4E |

| 9 4E |

| 6 4E |

| 4 4E |

| 2 4E |

| 6 4E |

| 6 4E |

| 6 4E |

| 1 4E |

| 3 3C |

| 8 3C |

| 7 3C |

| 6 3C |

| 2 3C |

| 4 3C |

| 1 3C |

| 2 2B |

| 4 1F |

| 3 1F |

| 8 1F |

| 10 1F |

| 14 1F |

| 12 2B |

| 3 3C |

| 6 3D |

| 10 3C |

| 8 4E |

| 6 4E |

| 11 4E |

|  |

|  |

|  |

| 2 4E |

| 7 4E |

| 2 4E |

| 4 4E |

| 3 4E |

| 5 4E |

| 10 4D |

| 6 4D |

| 9 4D |

| 5 4D |

| 1 4D |

| 6 3B |

| 12 3B |

| 8 4D |

| 7 4D |

| 2 4D |

| 7 4D |

| 12 4D |

| Eerste klasse | Tweede klasse | Derde klasse | Vierde klasse |

In elke staaf van de grafiek staat van boven naar beneden vermeld: 
- Eindnotering

Dit is de positie die de club heeft bereikt in de competitie, zonder eventuele beslissings-, play-off- of nacompetitiewedstrijden die nodig zijn geweest om bijvoorbeeld de kampioen van de competitie te bepalen.
Indien een * achter het getal staat is de notering een tussenstand en kan het zijn dat de notering niet overeenkomt met de uiteindelijke eindstand van de competitie.
Staat er een - dan is het seizoen nog bezig en is er geen definitieve uitslag bekend.
Staat er xx op de positie van de notering, dan heeft de club vroegtijdig de competitie verlaten. Dit kan onder andere komen door terugtrekking van het team, faillissement van de club of door een uitgedeelde straf van de KNVB. In veel gevallen staat elders in het artikel de reden vermeld.
Staat er een ? dan is het resultaat uit het verleden onbekend, en is alleen de competitie of het niveau bekend van dat seizoen.
In de seizoenen 2019/20 en 2020/21 werd wegens de coronacrisis het amateurvoetbal afgebroken. Daardoor kennen deze staven geen eindklassering (middels -- weergegeven).
- Competitieniveau en afdelingsletter of Officiële eindstand Eredivisie
  - Competitieniveau en afdelingsletter

Hierbij geeft het getal het niveau weer, dat ook terug te vinden is in de legenda. De letter is de afdelingsaanduiding en wordt gebruikt wanneer er meer afdelingen zijn op hetzelfde niveau. De afdelingsletter is altijd een hoofdletter en wordt meestal zonder nummer gebruikt.
Voorbeeld: 2F is niveau 2e klasse competitie F.
Het competitieniveau en nummer wordt niet vermeld wanneer er slechts één competitie van dit niveau was.
  - Officiële eindstand Eredivisie (getal staat tussen haakjes vermeld)

Sinds de introductie van play-offwedstrijden voor Europees voetbal na afloop van de reguliere competitie in 2005/06, is de KNVB verplicht een eindstand van de Eredivisie door te geven aan de UEFA aan de hand van deze play-offwedstrijden.
Bij deze eindstand staan clubs die zich hebben gekwalificeerd voor Europees voetbal hoger dan clubs die zich niet wisten te kwalificeren. Indien er geen verschil was tussen de eindnotering en de officiële eindstand, staat dit getal niet vermeld.

- Onderafdeling

Hier staat afgekort de naam van de onderafdeling indien de club in dat jaar in een onderafdeling uitkwam. Tevens staat deze afkorting in de legenda en wordt gelinkt naar het artikel over deze onderafdeling. Deze afkorting wordt alleen vermeld wanneer de club in het verleden in verschillende onderafdelingen heeft gespeeld. Deze vermelding is in de staaf altijd in kleine letters. Deze onderafdelingen zijn na het seizoen 1995/96 afgeschaft. Heeft de club in slechts één onderafdeling gespeeld, dan is dit alleen terug te vinden in de legenda.
Onder de staaf staat het jaartal vermeld waarin het seizoen is afgesloten. 15 verwijst naar het seizoen 2014/15 of eventueel het seizoen 1914/15.
Wanneer een staaf leeg is, zijn deze gegevens niet bekend. Het kan ook zijn dat de club dat seizoen niet heeft meegespeeld op het hogere amateurniveau, vroegtijdig de competitie heeft verlaten of uit de competitie is gezet.

In het seizoen 1944/45 was er wegens de Tweede Wereldoorlog geen regulier competitievoetbal.
VV Linne · VV HEBES · FC Maasgouw · MBC '13 · VV Stevensweert · RKVV Walburgia

Voormalig: SC Brachterbeek · RKVV Maasbracht